# Steve Johnson (efectes)
Steve Johnson (nascut Steven Marcus Jacobs; 7 de febrer de 1960) és un artista estatunidenc d'efectes especials la carrera del qual ha durat més de trenta anys. El seu treball ha aparegut en més de 20 pel·lícules, innombrables programes de televisió, parcs temàtics, anuncis publicitaris i vídeos musicals. Algunes de les seves creacions més conegudes inclouen Slimer per a Els caçafantasmes (1984), la seductora alienígena Sil per Species, espècie mortal (1995), la robòtica de Robin Williams per a L'home bicentenari (1999), i els braços de Doctor Octopus per a Spider-Man 2 (2004).

## Primers anys
Johnson va néixer a Houston, Texas. Quan era nen, Johnson va veure pel·lícules de mostres de Universal i les pel·lícules de Hammer. Aquestes produccions el van inspirar a convertir-se en un artista d'efectes especials. Les influències més importants de Johnson són Jack Pierce, Dick Smith i Rick Baker. Mentre encara anava a l'escola secundària, Johnson va conèixer un dels seus ídols, Rick Baker, i li va mostrar la seva cartera. Baker va reconèixer el talent de Johnson per resoldre problemes i més tard el va ajudar a aconseguir una feina amb el creador d'efectes Rob Bottin.

## Primers treballs
El primer treball de Johnson va ser amb el quatre vegades guanyador de l'Oscar Greg Cannom a The Galactic Connection, encara que la pel·lícula no es va estrenar. Després va treballar a Udols (1981) i dues pel·lícules més amb Rob Bottin, després de les quals Rick Baker va contractar Johnson com a membre de l'equip d'efectes de maquillatge especial per a la superproducció de John Landis, Un home llop americà a Londres (1981). El 1982, Johnson va treballar en el nou projecte d’Ivan Reitman, Els caçafantasmes, on va crear "Slimer", que és basat en John Belushi i el "bibliotecari fantasma". El 1982, ell i l'artista d'efectes visuals Randall William Cook van ser contractats per Richard Edlund per crear i dirigir l'estudi d'efectes especials de maquillatge a Boss Films, on van crear personatges. per a pel·lícules com Poltergeist II (1986), Nit de por (1985) i Big Trouble in Little China (1986).

## XFX i Edge FX
Johnson va iniciar la seva pròpia empresa d'efectes el 1986 anomenada "Steve Johnson's XFX". Més tard va ser rebatejada com a Edge FX. El 1989 Johnson va treballar a The Abyss, dirigida per James Cameron, que es va convertir en una de les grans taquilleres de l'any. Va crear les criatures "extraterrestres" per al clímax de la pel·lícula.
Per a la pel·lícula de 1995 Species, els cineastes volien crear un personatge mig humà i mig alienígena anomenat Sil que no s'assemblava a cap que s'havia vist abans a la pantalla. Van portar l'artista H.R. Giger per crear la criatura en paper, Richard Edlund per a efectes visuals de captura de moviment (una forma d'art que encara estava en les primeres etapes) i Johnson per dissenyar i crear animatrònics per a les escenes que requerien que Sil fos física més que digital. La forma alienígena de Sil havia de tenir una versió animatrònica de cos sencer amb braços, caps i tors reemplaçables, així com un vestit de goma que pogués portar l'actriu Natasha Henstridge.
Durant els anys de XFX i Edge FX, Johnson també va treballar en dues minisèries de Stephen King: The Stand (1994) i The Shining (1997), pel qual va guanyar Premis Emmys. A més, la seva companyia va fer quatre temporades del programa de televisió Outer Limits, tres temporades de Stargate SG-1 i, finalment, va obrir un estudi a Vancouver anomenat Pacific Effects Group. També va crear il·lusions devastadores durant diverses temporades del programa de televisió A&E del mag Criss Angel, Mindfreak. L'any 2003, Johnson va escriure, produir i dirigir un curt anomenat Everloving, que es va presentar com a part del Festival de Cinema de Brooklyn.

## Rubberhead
El 2017 Johnson va publicar el primer volum de la seva sèrie de cinc volums "Rubberhead", que narra la seva carrera en efectes especials. El volum 1 va ser aclamat per la crítica i inclou centenars de fotografies dels més de trenta anys de carrera de Johnson. El volum 1 també inclou un pròleg de l'aclamat cineasta John Landis.
El 2 d'abril de 2018 es va publicar el Kickstarter per a Rubberhead Volume II i el 2 de maig de 2018 el projecte va acabar superant l'objectiu de finançament en 10.000 dòlars. El 7 de gener de 2019, Steve Johnson va anunciar als seus patrocinadors que s’havia completat el Vol. 2. Després de 2 anys i mig d'actualitzacions vagues i excuses, Steve Johnson va cessar tota comunicació amb els centenars de seguidors que van finançar el seu llibre.
A l'agost de 2023, les recompenses de la campanya, incloses les edicions de tapa dura i tova del llibre, encara no s'havien distribuït als 502 contribuents de Kickstarter, que van pagar 70.247 dòlars a Johnson; ni als compradors que van demanar el llibre a través de la botiga web de Johnson, tot i que una edició minorista havia estat disponible durant més d'un any.

## Innovacions
Per a la pel·lícula Sang fresca (1992), Johnson va innovar unes lents de contacte que podien brillar i canviar de color a comanda sense efectes secundaris digitals. Eren lents esclerals recobertes amb silicona vidre i Scotchlite, de manera que quan es projectaven llums, com les d'una roda de colors ells, els colors tornarien a rebotar cap a la càmera.
Per El senyor de les il·lusions (1995), , el mestre de terror Clive Barker va exigir a Johnson que creés una criatura d'aspecte orgànic amb pell que pogués pulsar, moure's i transformar-se sense l'ús de fotografia stop-motion o altres tècniques com ara motlles que eren estàndards de la indústria en aquell moment. Així, Johnson va innovar una tècnica de fabricació de monstres amb Bill Bryan que utilitzava bosses de plàstic, envasos de iogurt antics, "slime" de metilcel·lulosa de colors i utilitzava la gravetat i el líquid com a propulsor. Aquesta tècnica és una que va modificar una vegada i una altra, com per exemple per fer tentacles viscosos amb plàstic i goop per a les beines embrionàries a Species (1995).

## Vida personal
Johnson va estar casat amb l'actriu Linnea Quigley des de 1990 fins a 1992, i amb Constance Zimmer de 1999 a 2001. Durant els vuit anys de pausa de Johnson de la indústria cinematogràfica, va passar un any vivint a les remotes selves de Costa Rica, a més de viure a Austin, Louisiana i les Smoky Mountains. Durant aquest temps va escriure tres llibres, i els seus efectes van ser perfilats en diverses altres publicacions. La carrera d'efectes de Johnson ha aparegut en llibres escrits per Anthony Timpone, Thomas Morawetz, i Rama Venkatasawmy. Johnson també és instructor a la Stan Winston School of Character Arts. L'1 de maig de 2015 es va estrenar el documental The Death of "Superman Lives": What Happened?  dirigida per Jon Schnepp, sobre la pel·lícula cancel·lada de Tim Burton Superman Lives. Johnson va aparèixer al documental, ja que va ser l'artista principal d'efectes especials de la pel·lícula que treballava principalment en el vestit de regeneració "il·luminat" de Superman.
El 2016, va promocionar un llibre d'efectes especials i una biografia anomenada Rubberhead: Sex, Drugs and Special FX a Kickstarter.com. El primer dels 5 volums previstos.

## Premis i nominacions
- 1992, nominada: 19è Premis Saturn anual al "Millor maquillatge" per Highway to Hell (1991) per l'Academy of Science Fiction, Fantasy and Horror Films[22]
- 1993, c, conominada – 20è Premis Saturn anuals al "Millor maquillatge" per Freaked (1993) per l’Academy of Science Fiction, Fantasy & Horror Films[23]
- 1994, guanyador (compartit) – Premi Primetime Emmy per "Assoliment individual destacat en maquillatge" per The Stand (1994)[24]
- 1995, guanyador (compartit) – "Millors efectes especials" per Species (1995) del XXVIII Festival Internacional de Cinema Fantàstic de Sitges[25]
- 1995, guanyador – Premi Universe Reader's Choice al "Millor maquillatge en una pel·lícula de gènere" per Species (1995) de Sci-Fi Universe Magazin
- 1995, conominada: 22a edició dels Premis Saturn tant pel "Millor maquillatge" com per als "Millors efectes especials" per Species (1995) per l'Academy of Science Fiction, Fantasy & Horror Films
- 1997, guanyat (compartit) – Premi Primetime Emmy per "Assoliment individual destacat en maquillatge" per The Shining (1997)[26]
- 2003, guanyador – Fangoria Chainsaw Award al "Millor maquillatge/Creature FX" per Blade II (2002)
- 2004, conominada – "Millors efectes especials de maquillatge" pel maquillador de Hollywood i el premi del gremi d'estilistes per a Dr. Seuss' The Cat in the Hat (2003)

## Filmografia parcial
Johnson ha treballar a les següents pel·lícules:
- La boira (1980)
- Ghost Story (1981)
- Humanoids from the Deep (1980)
- Tanya's Island (1980)
- Udols (1981)
- Un home llop americà a Londres (1981)
- Videodrome (1983)
- Els caçafantasmes (1984)
- Greystoke, la llegenda de Tarzan (1984)
- Biohazard (1985)
- Nit de por (1985)
- Howling II: Your Sister Is a Werewolf (1985)
- The Clan of the Cave Bear (1986)
- Big Trouble in Little China (1986)
- Poltergeist II (1986)
- Nens solars (1986)
- Predator (1987) (efectes sense acreditar)
- Night of the Demons (1988)
- Dead Heat (1988)
- Malson a Elm Street 4 (1988)
- Howling IV: The Original Nightmare (1988)
- Leviathan (1989)
- Monsters (sèrie de televisió, 1989-1991)
- The Abyss (1989)
- A Grande Arte (1991)
- Howling VI: The Freaks (1991)
- Suburban Commando (1991)
- The Knife (1991)
- The Rapture (1991)
- Highway to Hell (1992)
- Pet Sematary II (1992)
- Sang fresca (1992)
- H.P. Lovecraft's: Necronomicon (1993)
- The Temp (1993)
- Return of the Living Dead III (1993)
- El club dels mutants (1993)
- Joc mortal (1994)
- Next Door (1994)
- Oldest Living Confederate Widow Tells All (1994)
- Stephen King's The Stand (minisèrie) (1994)
- Night of the Demons 2 (1994)
- Dead Man (1995)
- The Surgeon (1995)
- Species, espècie mortal (1995)
- El senyor de les il·lusions (1995)
- Here Come the Munsters (telefilm, 1995)
- The Outer Limits (sèrie de televisió, 1995)
- Eraser: Eliminador (1996)
- Fatal Frames (1996)
- L'illa del Dr. Moreau (1996)
- Bad Moon (1996)
- Poltergeist: The Legacy (1996-1999)
- Amistad (1997)
- Anaconda (1997)
- Buddy (1997)
- L.A. Confidential (1997)
- L'ombra de la nit (1997)
- Stephen King's The Shining (1997)
- Stargate SG-1 (sèrie de televisió) (1997-2007)
- First Wave (sèrie de televisió) (1998-2001)
- Host (1998)
- Hulk (1998) (cancel·lada)
- Species 2, espècie mortal 2 (1998)
- Esfera (1998)
- Superman Lives (1998) (cancel·lada)
- Wrongfully Accused (1998)
- L'home bicentenari (1999)
- Can of Worms (1999)
- Charmed (sèrie de televisió, 2 episodis, 1999)
- Election (1999)
- Stephen King's Storm of the Century (1999)
- The General's Daughter (1999)
- Els àngels de Charlie (2000)
- Red Planet (2000)
- Along Came a Spider (2001)
- Arachnid (2001)
- Monkeybone (2001)
- Blade II (2002)
- Rose Red (minisèrie) (2002)
- Star Trek: Nemesis (2002)
- El caçador de somnis (2003)
- The League of Extraordinary Gentlemen (2003)
- El tresor de l'Amazones (2003)
- El gat (2003)
- X2 (2003)
- Scooby-Doo 2: Desbocat (2004)
- Spider-Man 2 (2004)
- The Village (2004)
- Constantine (2005)
- Fantastic Four (2005)
- Jarhead (2005)
- War of the Worlds (2005)
- Stay (2005)
- Unearthed (2006)
- I Am Legend (2007) (makeup test)
- Where the Wild Things Are (2009)
- Fear Clinic (2014)
- The Death of "Superman Lives": What Happened? (2015) (entrevistat)